# Flora da Colômbia
A flora da Colômbia destaca-se pela sua biodiversidade. Embora ocupe apenas 0,77% da superfície da Terra não coberta por água, o país compreende cerca de 10% da flora e fauna que existem em todo o planeta. Mais de 45.000 espécies de plantas foram identificadas na Colômbia, mas prevê-se que, quando a região for totalmente explorada, esse número poderá dobrar. No nível mais alto (3.000–4.600 m / 10.000–15.000 pés) e mais frio dos prados montanhosos, chamados de páramos, o solo sustenta gramíneas, pequenas plantas herbáceas e densas massas de arbustos baixos.
A flora da Colômbia é caracterizada por 130.000 espécies de plantas que foram descritas dentro do território colombiano. Metade das espécies são endêmicas; e uma coleção de flores que ultrapassa 50.000 espécies.

## Flor Nacional da Colômbia
A flor nacional da Colômbia é a orquídea Cattleya trianae que recebeu o nome do naturalista colombiano José Jerónimo Triana. A orquídea foi selecionada pelo botânico Emilio Robledo, em representação da Academia Colombiana de História, para determinar a planta com flor mais representativa da Colômbia.

## Árvore Nacional da Colômbia
A árvore nacional da Colômbia é a palmeira Ceroxylon quindiuense (palmeira de cera Quindío), que recebeu o nome do departamento colombiano de Quindío, onde está localizado o vale de Cocora, o único habitat desta espécie de distribuição restrita. A palmeira de cera Quindío foi escolhida como árvore nacional pelo governo de Belisario Betancur e foi a primeira árvore oficialmente declarada como espécie protegida na Colômbia.

## Espécies de árvores
Muitas das árvores colombianas são espécies ameaçadas de extinção devido à alta qualidade das madeiras para carpintaria, indústria papeleira e sua utilização na indústria de marcenaria, exploração industrial (como o carvalho colombiano Quercus humboldtidiana e o mogno colombiano) e como fonte de curtimentas para a indústria do couro (como o mangue e a árvore Encenillo Weinmannia tomentosa). Algumas espécies de árvores descritas na Colômbia são:

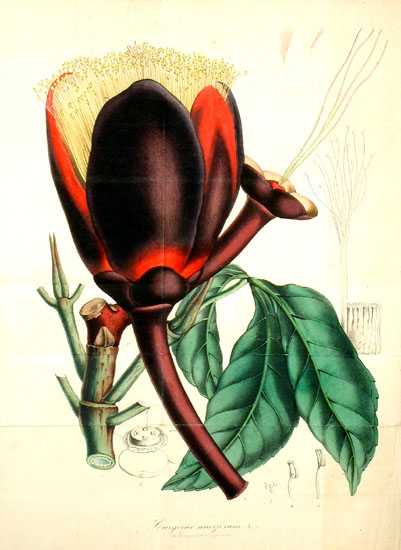
Árvore de noz-pekea (Caryocar nuciferum)

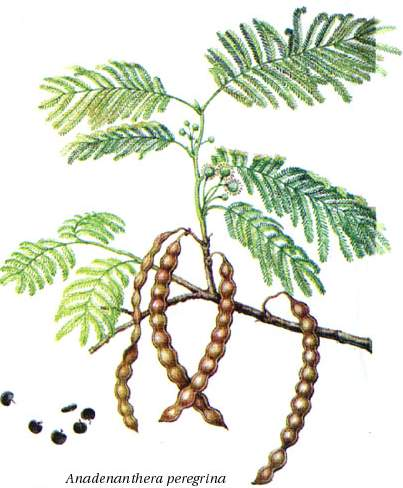
Árvore Yopo (Anadenanthera peregrina)

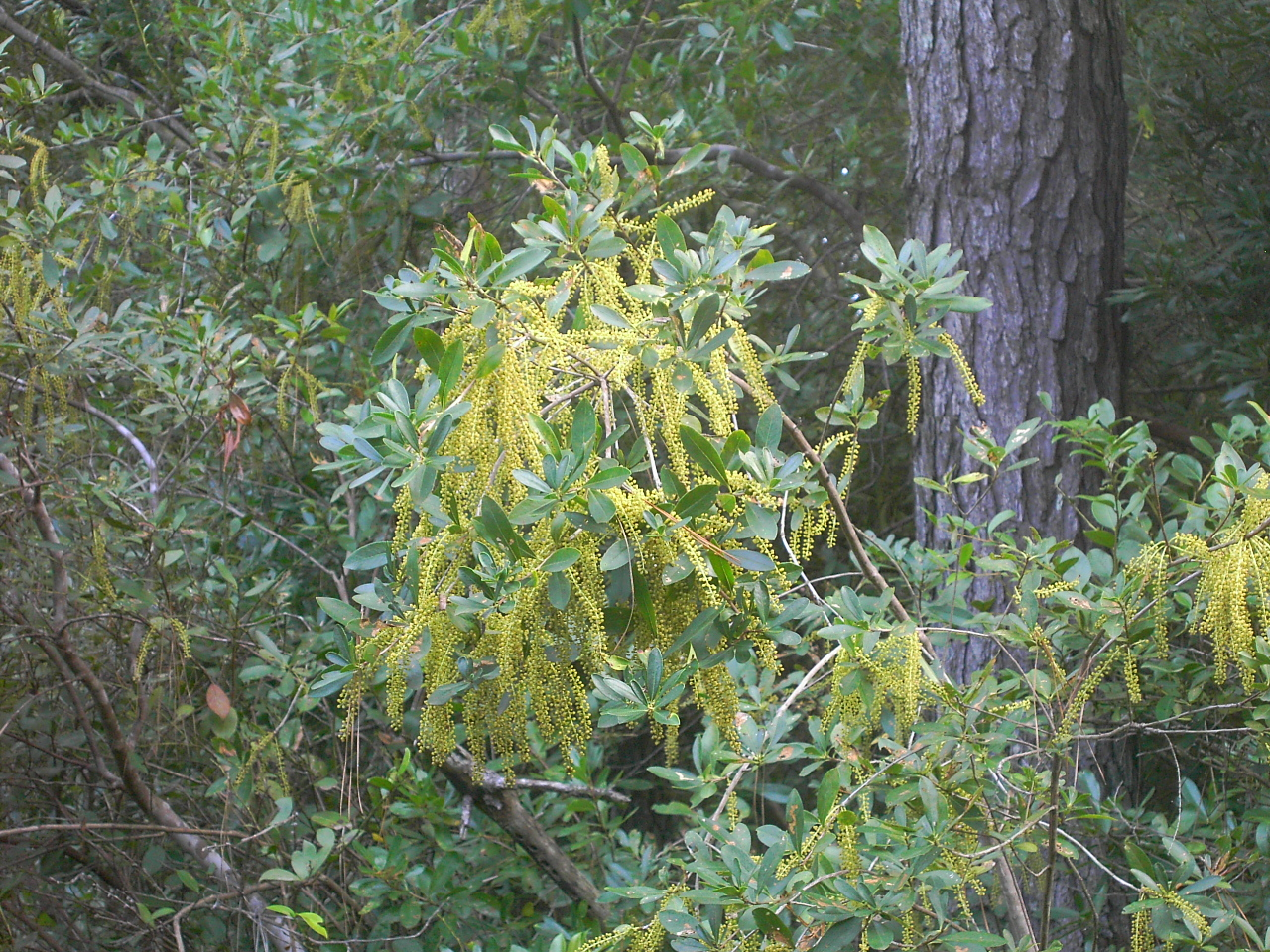
Cyrilla racemiflora

- Anadenanthera peregrina
- Amazon Grape
- Adenolisianthus arboreus
- Aiouea angulata
- Anthodiscus montanus
- Astrocaryum triandrum
- Attalea septuagenata
- Bactris coloniata
- Banara ibaguensis
- Blakea granatensis
- Bonnetia holostyla
- Bulnesia carrapo
- Brazil Nut
- Borojoa patinoi
- Caryocar nuciferum
- Caryodaphnopsis cogolloi
- Casearia megacarpa
- Coccothrinax argentata
- Cryosophila kalbreyeri
- Cyathea incana
- Cyrilla racemiflora
- Chelyocarpus dianeurus
- Cherimoya
- Dendropanax colombianus
- Esenbeckia alata
- Feijoa
- Guaiacum officinale
- Garcia nutans
- Gonolobus condurango
- Graffenrieda grandifolia
- Hirtella enneandra
- Huberodendron patinoi
- Hampea thespesioides
- Henriettella goudotiana
- Humiriastrum melanocarpum
- Itaya amicorum
- Macrosamanea consanguinea
- Neosprucea sararensis
- Platonia insignis
- Quararibea asterolepis
- Quararibea cordata
- Ouratea tumacoensis
- Reinhardtia ssp.
- Simaba cedron
- Syagrus smithii
- Tessmannianthus quadridomius
- Trigonobalanus excelsa

## Frutas da Colômbia

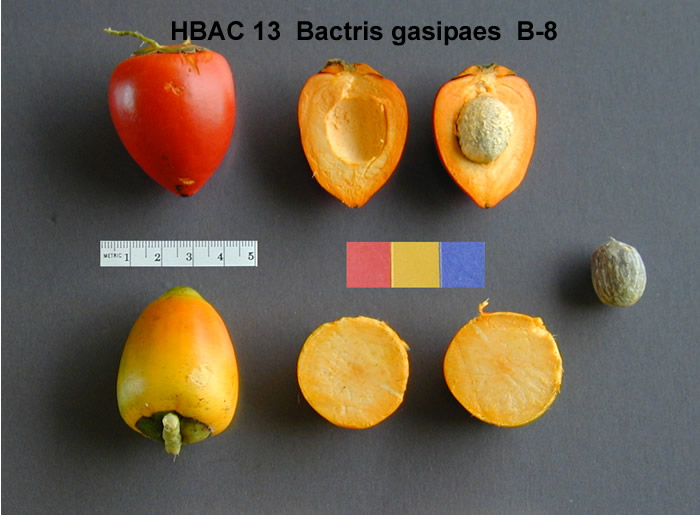
Chontaduro (Bactris gasipaes)
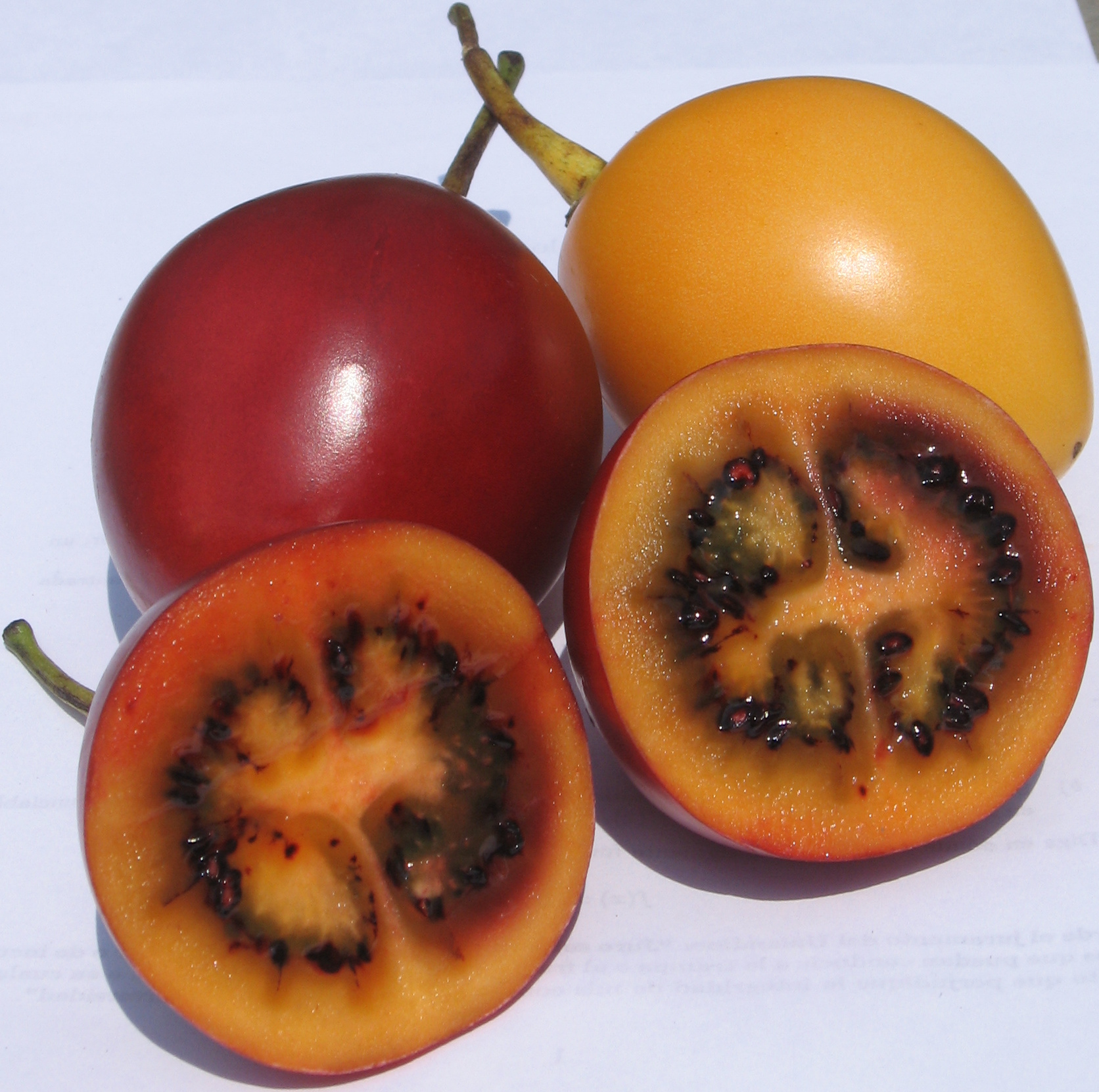
Árvore de tomate ou tamarillo (Solanum betaceum)
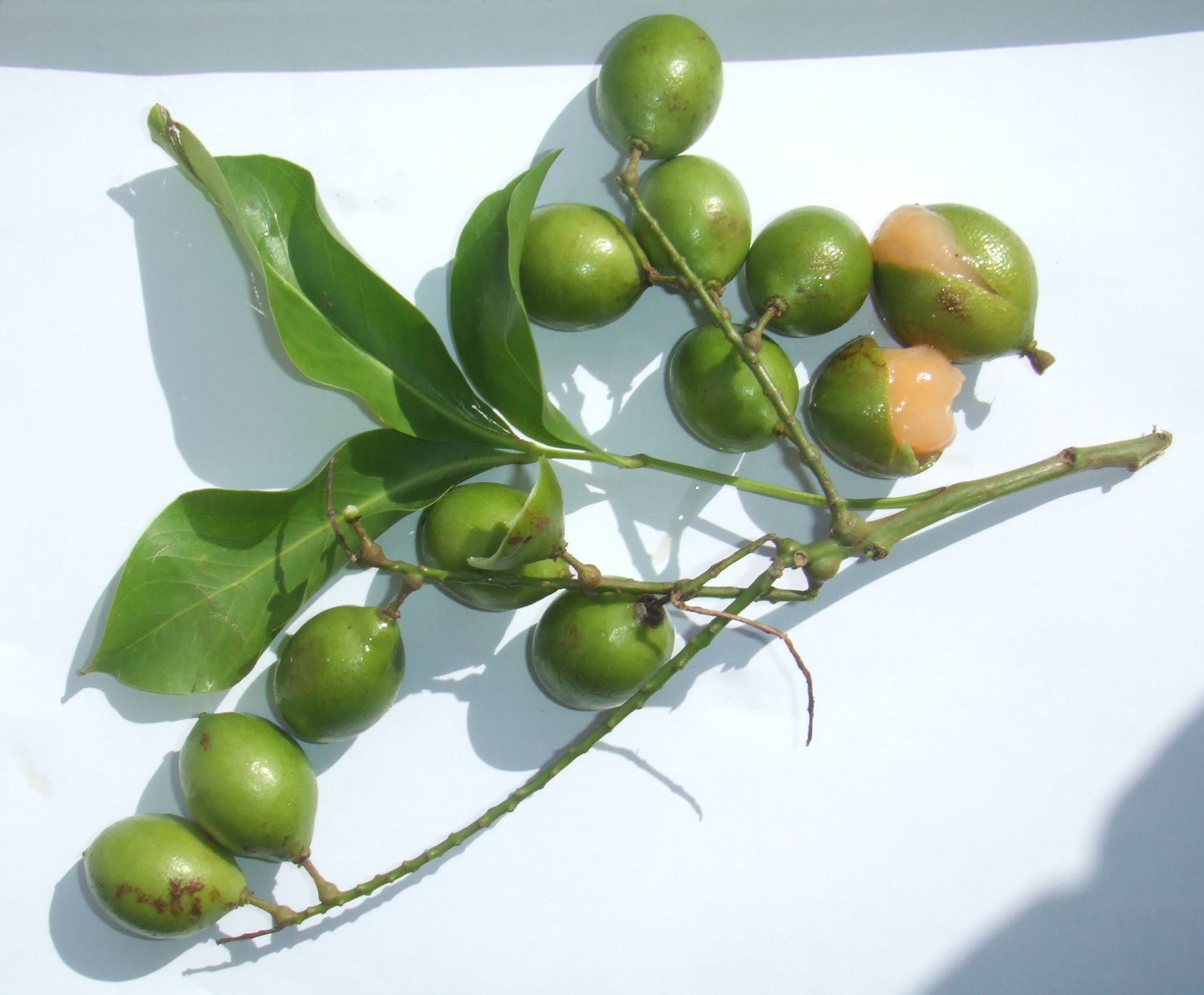
Mamoncillo (Melicoccus bijugatus)
Arazá or Goiaba de morango (Psidium cattleianum)
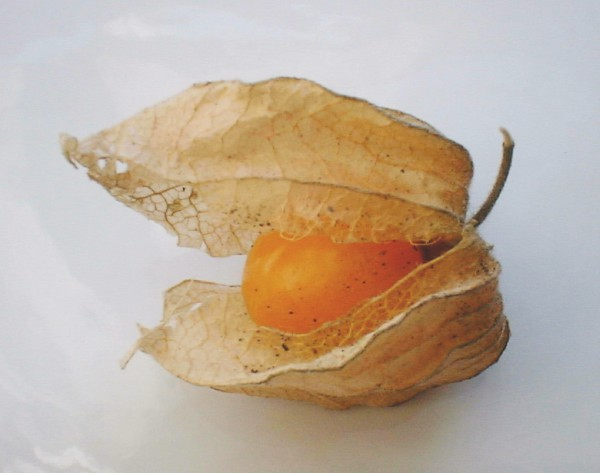
Fruta uchuva ou groselha do cabo (Physalis edulis)
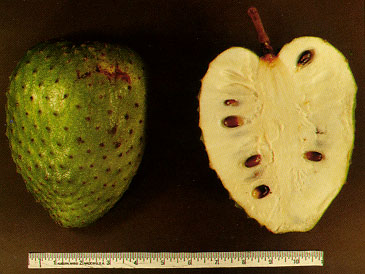
Guanabana or Soursop fruit (Annona muricata)
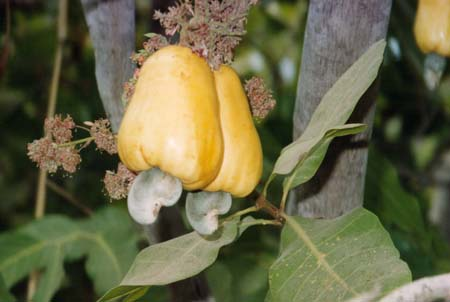
Marañon ou caju (Anacardium occidentale)
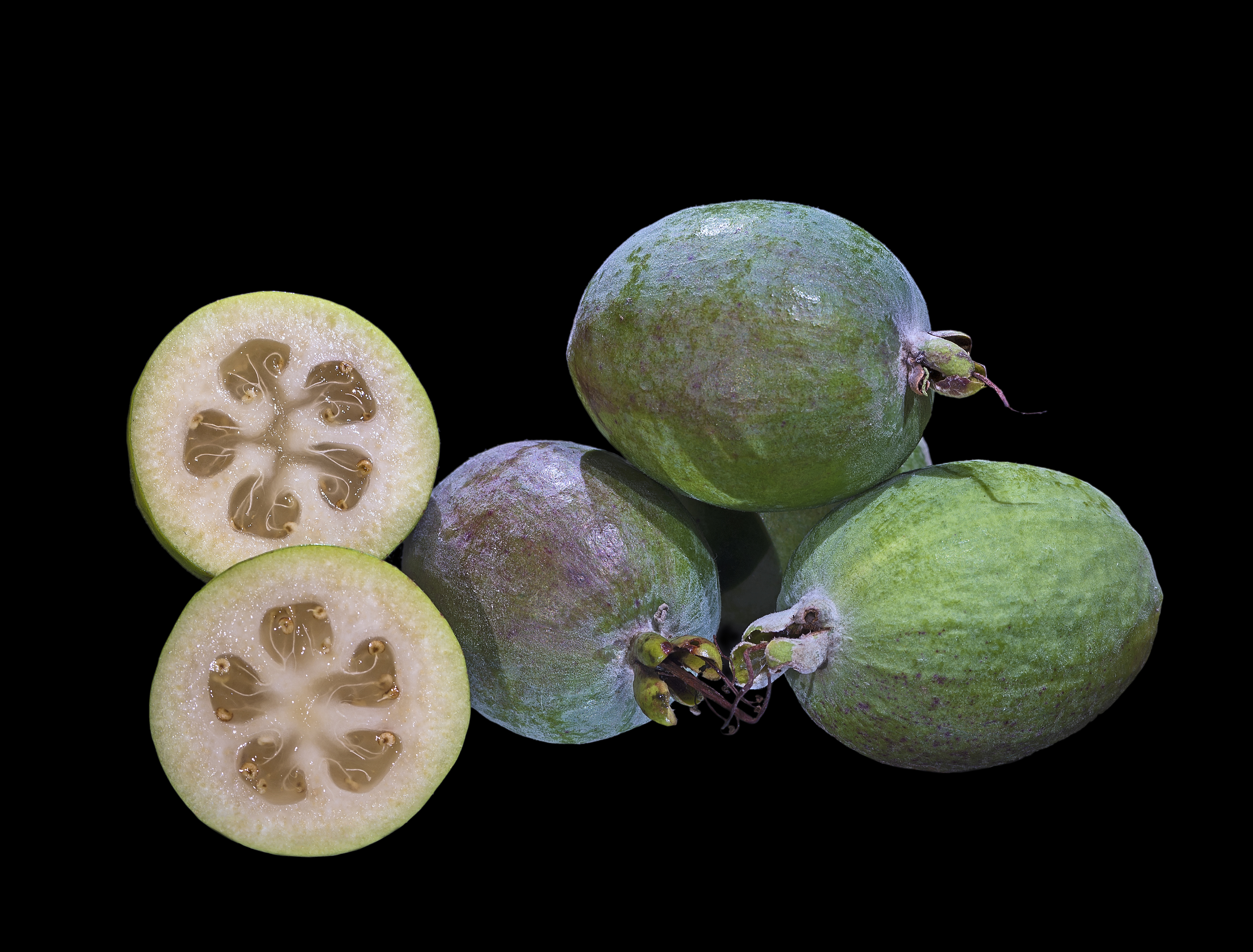
Feijoa or Pineapple guava (Feijoa sellowiana)
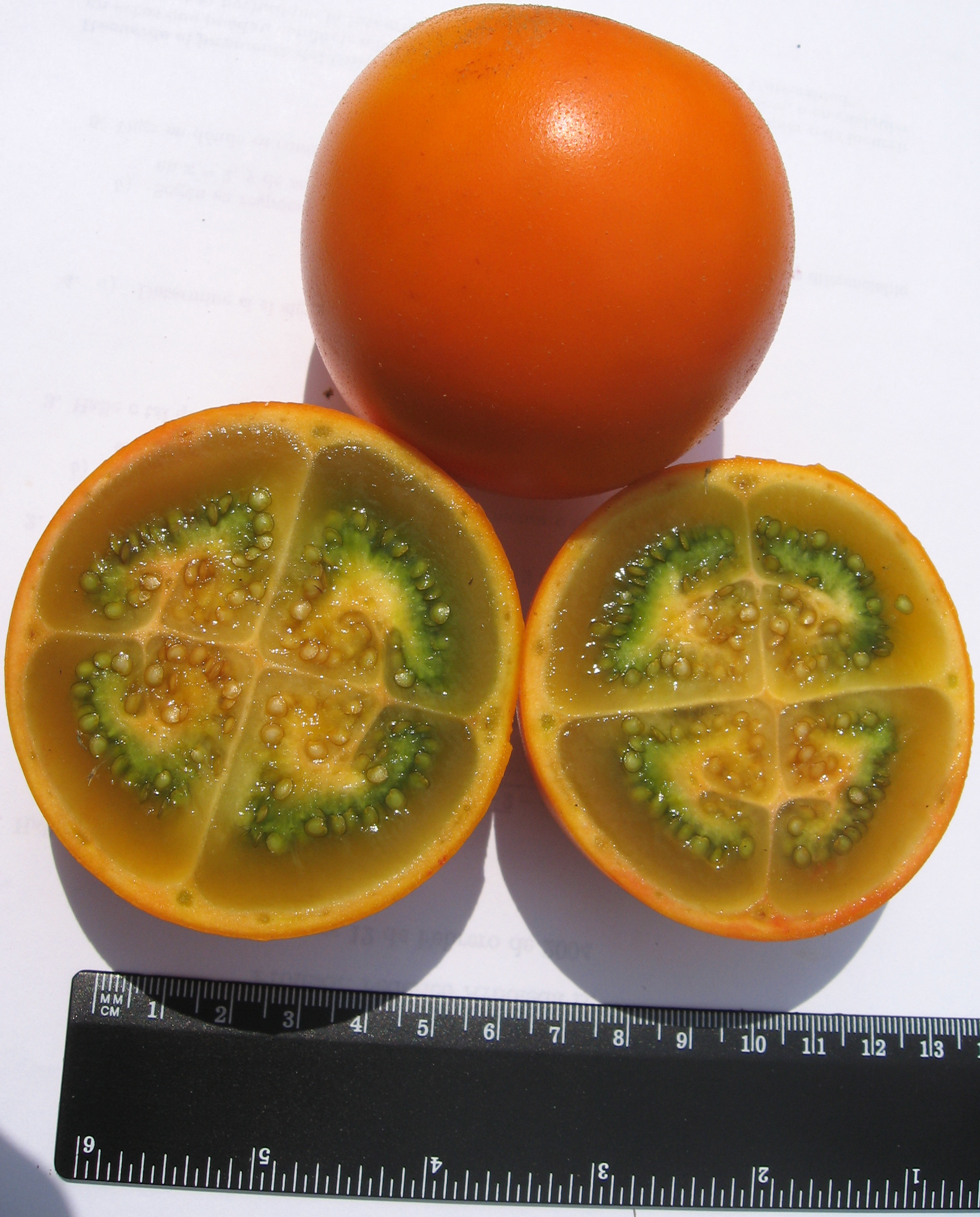
Lulo ou Naranjilla (Solanum quitoense)
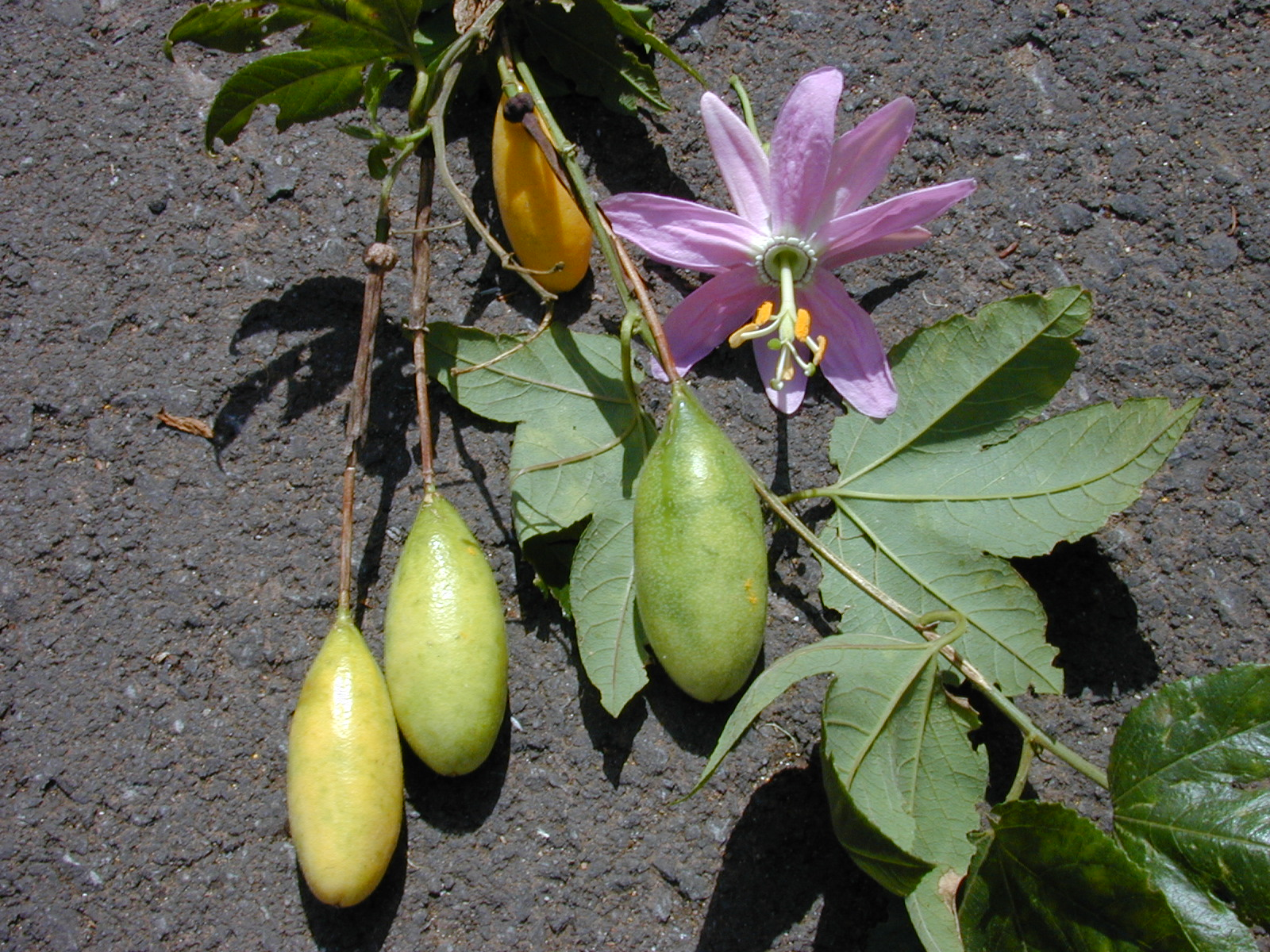
Curuba
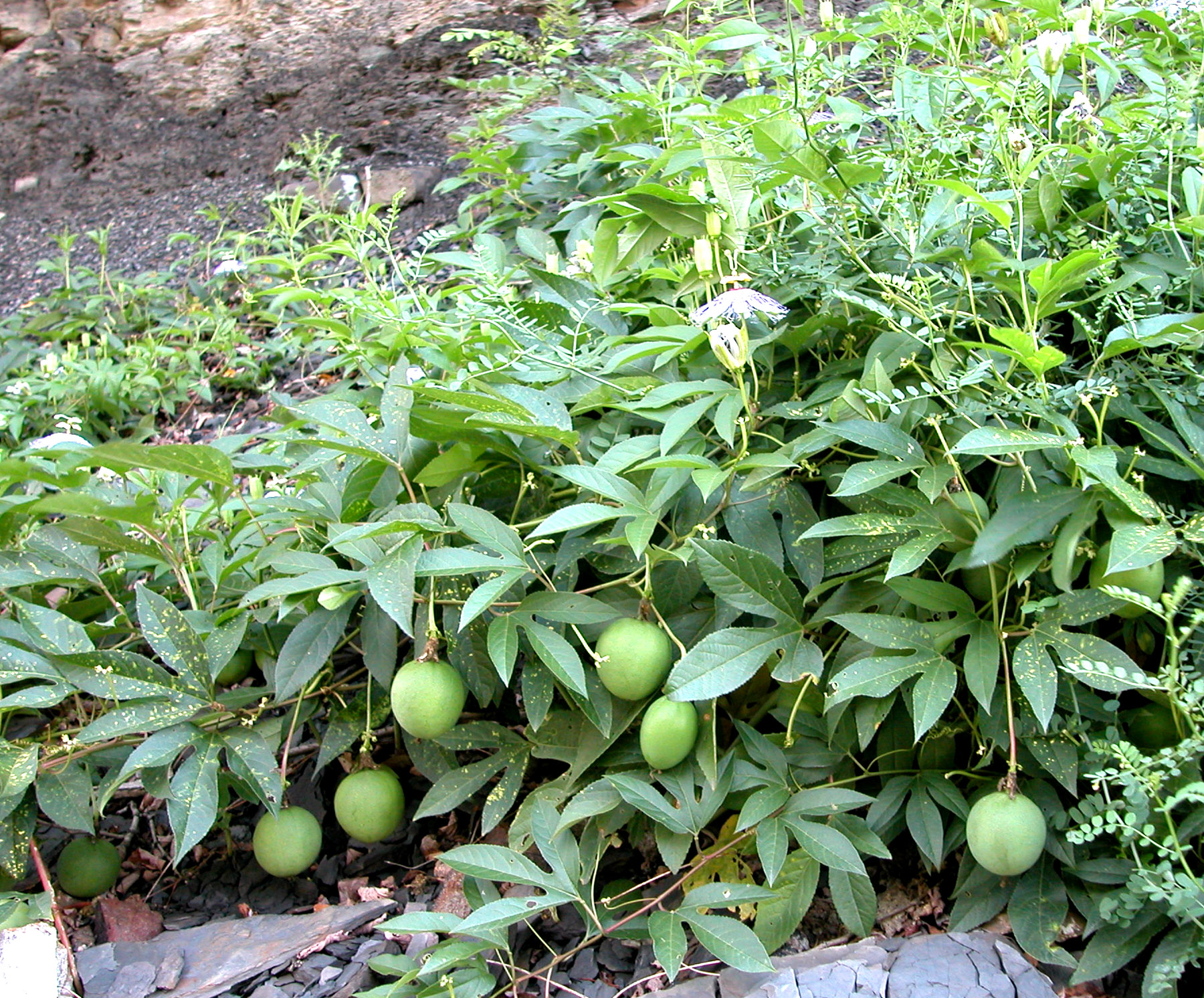
Flor-da-paixão (Passiflora incarnata)
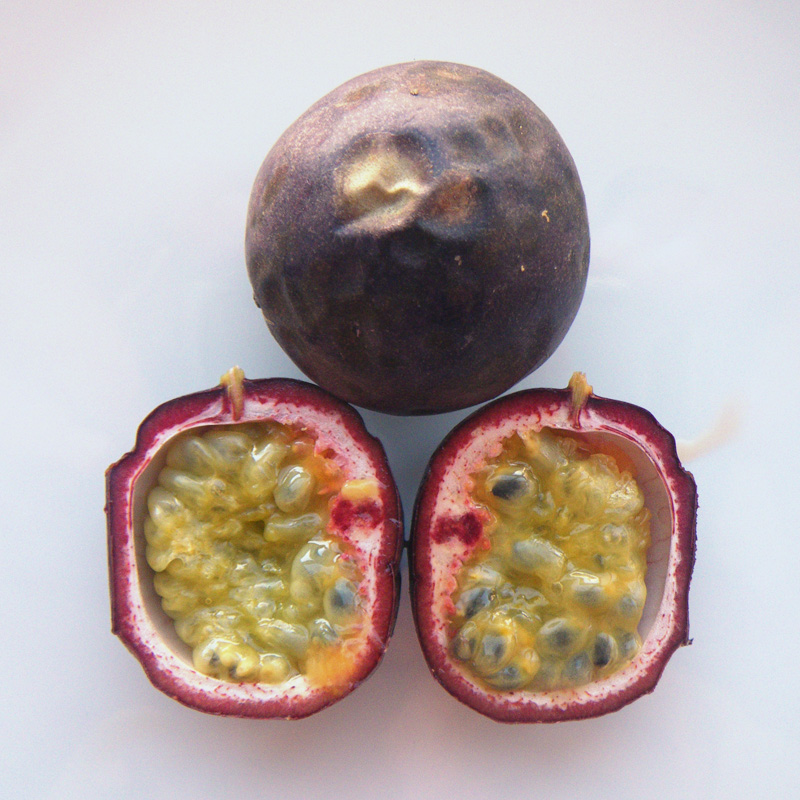
Gulupa ou maracujá roxo (Passiflora edulis)